# Bobcat Company

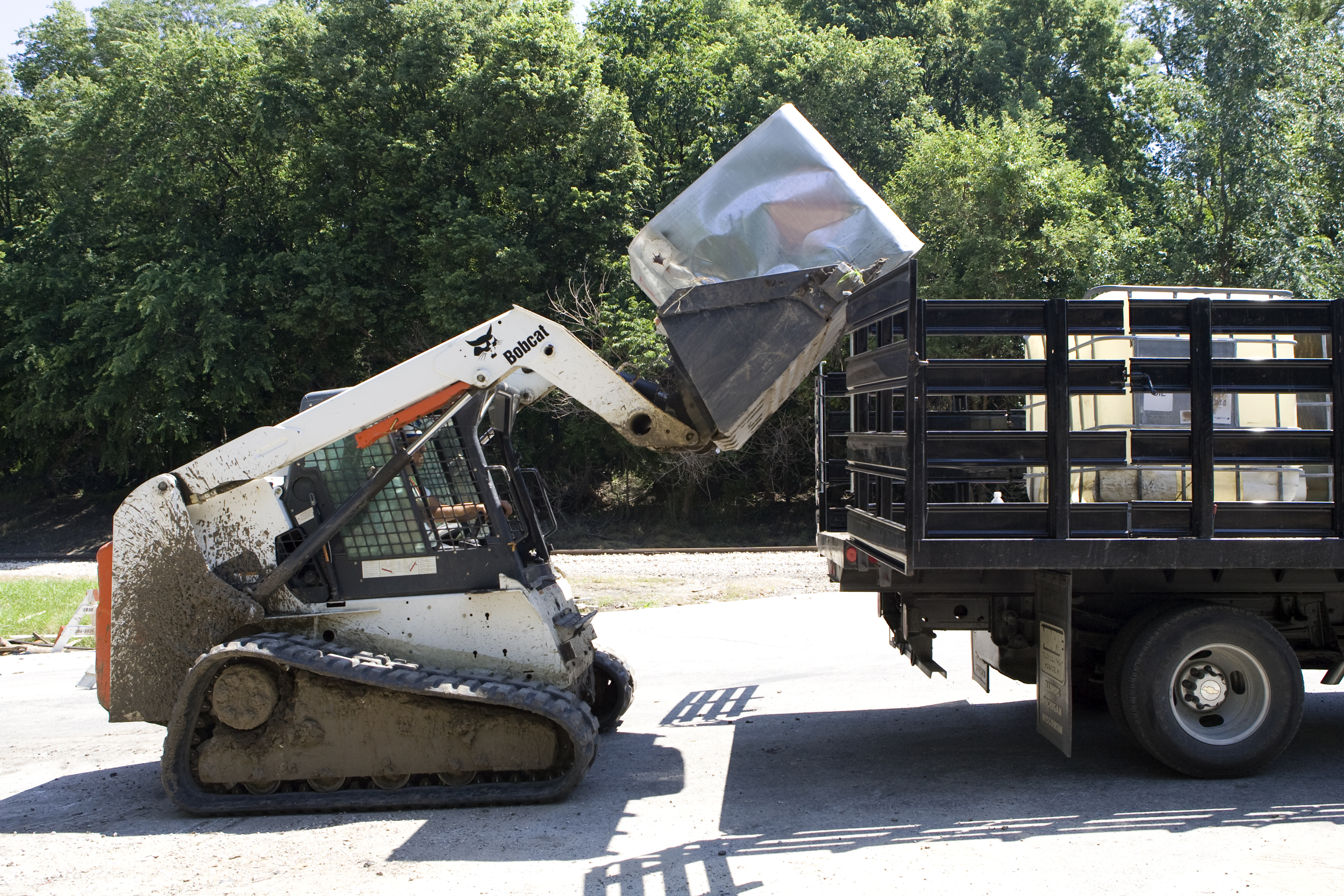
Bobcat w trakcie załadunku

Bobcat Company – producent maszyn budowlanych, drogowych i załadowczych, należący do koreańskiej Doosan Group.
Firma została założona w 1947 roku pod nazwą Melroe Manufacturing w Dakocie Północnej.